# A Story
A Story è il quinto album di Yōko Ono registrato nel 1974, ma distribuito nel 1997.

## Descrizione
L'incisione dell'album risale al 1974, durante il periodo di separazione da John Lennon, il cosiddetto "lost weekend", durante il quale Lennon si era trasferito a Los Angeles e aveva prodotto l'album Walls and Bridges. A Story rimase inedito fino alla pubblicazione del box set Onobox nel 1992, che include materiale tratto da A Story nel sesto disco. La pubblicazione come album a sé stante avvenne solo nel 1997, 23 anni dopo le sessioni originarie, durante l'opera di ristampa del catalogo discografico della Ono da parte della Rykodisc. La ristampa aggiunge tre tracce bonus, inclusi demo casalinghi e una registrazione del vivo tratta dal tour di Starpeace.

## Tracce
1. A Story – 2:38
2. Loneliness – 3:33
3. Will You Touch Me – 2:39
4. Dogtown – 3:32
5. Tomorrow May Never Come – 2:52
6. Yes, I'm a Witch – 3:11
7. She Gets Down On Her Knees – 4:50
8. It Happened – 3:52
9. Winter Friend – 3:17
10. Heartburn Stew – 2:09
11. Hard Times Are Over – 4:37

Tracce bonus ristampa Rykodisc 1997
1. Anatano Te (Demo) – 3:35
2. Extension 33 (Demo) – 1:27
3. Now or Never (Live) (A cappella) – 1:18

## Formazione
- Yoko Ono – voce, cori
- Ann E. Sutton, Erin Dickins, Gail Kantor, Louise Messina – cori in Heartburn Stew, Hard Times are Over e Tomorrow May Never Come
- Something Different – cori di sottofondo in Tomorrow May Never Come
- David Spinozza, Hugh McCracken – chitarra
- Gordon Edwards – basso
- Kenneth Ascher – tastiere
- Leon Pendarvis – tastiere in She Gets Down on Her Knees
- Arthur Jenkins – percussioni
- Michael Brecker – sax tenore
- Alan Rubin, Randy Brecker – tromba
- Lew Delgatto – sax baritono, clarinetto basso
- George Young – flauto, clarinetto
- Rick Marotta – batteria